# Словоспів (фестиваль)
Словоспів — фестиваль сучасної української авторської пісні та співаної поезії.

## Історія
Фестиваль заснований 2021 року за ініціативи Валентини Люліч у місті Рівному спільно Українським клубом української авторської пісні та співаної поезії та Асоціацією діячів авторської пісні та співаної поезії Рівненського обласного відділення Національної всеукраїнської музичної спілки.
Вперше фестиваль проведено до відзначення 30 років з Дня проголошення Незалежності України.
Формат саме цього фестивалю покликаний переламати усталені погляди щодо відсутності в Україні якісної української авторської пісні, вивести українське поетичне слово на зовні та показати справжніх українських творців.

## Опис

### Завдання
- популяризація та розвиток сучасної української авторської пісні та співаної поезії;

- пошук та розкриття нових творчих імен у жанрі української авторської пісні та співаної поезії;

- сприяння творчому зростанню авторів та виконавців;

- залучення молоді до української пісенної творчості та поезії;

- зміцнення гуманітарних зав'язків з регіонами України та іншими країнами;

- збереження національної пісенної спадщини та розвиток сучасної української авторської пісні та співаної поезії;

- обмін досвідом у жанрі авторської пісні та співаної поезії;

- пошук та сприяння розвитку якісного продукту у сфері сучасної української авторської пісні та співаної поезії;

- сприяння створенню форм організації змістовного дозвілля молоді та виховання естетичних смаків з допомогою розвитку сучасної якісної авторської пісні та співаної поезії.

### Учасники
До складу журі першого фестивалю увійшли такі автори-виконавці, як Олександр Смик, Едуард Драч, Наталка Криничанка, Дмитро Лінартович, Валерій Марченко, Микола Тимчак, Андрій Пастушенко та Валентина Люліч.
Серед гостей та учасників фестивалю ті, хто підіймав українське співане слово на перших фестивалях української пісні «Червона рута», «Оберіг», ті, хто українським словом стояв у витоків незалежності України 30 років тому та ті, хто робив все для того, щоби українська душа звучала у авторській пісні. Це — Едуард Драч (м. Київ), Наталка Криничанка (м. Львів), Дмитро Лінартович (м. Київ), Микола Тимчак м. Дубно), Валерій Марченко м. Рівне), Лідія Гольонко (м. Рівне), Неля Франчук та Григорій Лук'яненко (м. Київ), Оксана Чухліб (м. Львів), Микола Більшевич (м. Ковель), Леонід Бедрунь (м. Луцьк), Віктор Копоть (м. Львів) та інші. Фестиваль проводиться з метою підтримки та розвитку сучасної української авторської пісні та  співаної поезії, пошуку та відкриття нових імен, а також підтримки молодих виконавців у жанрах української авторської пісні та співаної поезії, створення якісного музичного продукту у зазначеній сфері, а також з метою об'єднання авторів-виконавців, які є водночас творцями і поезії, і музики, і виконавцями.

### Переможці
За результатами концерту-конкурсу, визначено переможців у чотирьох номінаціях: кращий автор та виконавець; кращий виконавець співаної поезії; кращий автор музики та краща поезія.
Так, переможницею у першій номінації обрано Йордану Дранчук із міста Івано-Франківська із «Піснею про Чорнобиль». У номінації «Кращий автор музики» перемогу здобула Лариса Бойко (м. Житомир) зі співаною поезією Лесі України «Зорі — очі весняної ночі», нагороду у «Номінації краще виконання співаної поезії» отримав Сергій Городничий (м. Суми) за музичну аудіовиставу, у якій поезією поєднано «Баладу про політ» та «Відчайдушний птах». А перемогу у номінації «Краща поезія» присуджено Ользі Ліщук із м. Запоріжжя за пісню «Танго колорадського жука».
Окрім основних нагород членами журі вирішено дати іще декілька відзнак: як наймолодшу учасницю відзначено Анну Тищенко із м. Запоріжжя, за аристократизм — Леоніда Бедруня із м. Луцьк, за душевність та проникливість — Наталію Ярмошевич із м. Дубровиця, як кращий дует відзначено подружжя Юрія та Віри Найди із м. Хмельницького.